# Чорні скелі
Чорні скелі (азерб. Qara daşlar) — радянська кінодрама 1956 року, знята на Бакинській кіностудії, є екранізацією однойменного роману Мехті Гусейна.

## Сюжет
Про драматичні події, що сталися з нафтовими розвідниками в морі під час бурових робіт.

## У ролях
- Ісмаїл Ефендієв — Шейда Іманов
- Алескер Алекперов — Гудрат Ісмаїлзаде (дублював Сергій Курилов
- Аділь Іскендеров — Халілов
- Ісмаїл Дагестанли — Асланов
- Раміз Алієв- Тахір
- Назакят Гусейнова — Латіфа
- Алі Курбанов — майстер Рамазан
- Борис Чинкін — Кошкін
- Мустафа Марданов — Даміров
- Мовсун Санані — майстер Курбан
- Алекпер Гусейн-заде — Аганемат
- Сергій Якушев- русійський нафтовик
- Софа Баширзаде — Лала
- Ф. Мустафаєв — Теймур
- Азіза Мамедова- тітка Ніса
- Володимир Іванов — епізод
- Талят Рахманов — Мухандіс
- Маджид Шамхалов — лікар
- Р. Хашимзаде — епізод
- Мамедрза Шейхзаманов — епізод
- А. Расулов — епізод
- Алі Ага Агаєв — Мухандіс
- Алі Гейдар Гасанзаде — Мухандіс
- Гасан Турабов — Рабітачі Гусейн

### Ролі дублювали
- Алі Зейналов — Тахір (Р. Алієв)
- Окума Курбанова — Латіфа (Назакят Гусейнова)
- Садих Гусейнов — Мухандіс
- Алі-Ага Агаєв — Садих
- Гасанага Салаєв — російський Мунандіс
- Юсіф Вєлієв — російський нафтовик (Сергій Якушев)
- Гусейнага Садиков — Теймур (Ф. Мустафаєв)

## Знімальна група
- Автор сценарію: Мехті Гусейн
- Режисер-постановник: Ага-Рза Кулієв
- Оператори-постановники: Хан Бабаєв, Аскер Ісмаїлов
- Художники-постановники: Каміль Наджафзаде, Елбек Рзагулієв
- Режисер: Шаміль Махмудбеков
- Композитор: Рауф Гаджиєв
- Автор тексту пісні: Анвар Алібейлі
- Звукооператор: Агахусейн Карімов
- Директор фільму: Теймур Гусейнов
- Оркестр: Азербайджанський державний симфонічний оркестр імені Узеїра Гаджибекова
- Диригент: Чингіз Гаджибеков
- Оператор: Алі Гусейн Гусейнов
- Художник: Мірза Рафієв
- Вокал: Мобіль Ахмедов